# تقييم
في الاستخدام الشائع، التقييم أو التقويم هو تحديد وتقييم منهجي لمزايا موضوع ما وقيمته وأهميته، باستخدام معايير تحكمها مجموعة من المعايير. يمكن أن يساعد التقييم أي منظمة أو برنامج أو تصميم أو مشروع أو أي تدخل أو مبادرة أخرى على تقييم أي هدف أو مفهوم/مقترح قابل للتحقيق أو أي بديل، للمساعدة في اتخاذ القرار؛ أو لتحديد درجة الإنجاز أو القيمة فيما يتعلق بهدف وغايات ونتائج أي إجراء من هذا القبيل جرى إنجازه.
الغرض الأساسي من التقييم، بالإضافة إلى اكتساب استبصار أعمق للمبادرات السابقة أو الحالية، هو تمكين التفكر والمساعدة في تحديد التغيير المستقبلي. غالبًا ما يُستخدم التقييم لتوصيف وتقدير موضوعات ذات أهمية في مجموعة واسعة من المؤسسات الإنسانية، بما في ذلك الفنون والعدالة الجنائية والمؤسسات والمنظمات غير الربحية والحكومة والرعاية الصحية وغيرها من الخدمات الإنسانية. وهو تقييم طويل الأمد ويُجرى في نهاية فترة زمنية.

## وصلات خارجية
- مصادر مجانية لأساليب التقييم والبحث الاجتماعي. (بالإنجليزية)